# 皮涅伊羅斯 (聖埃斯皮里圖州)
18°24′21″S 40°13′30″W / 18.40583°S 40.22500°W
皮涅伊羅斯（葡萄牙語：Pinheiros），是巴西的城鎮，位於該國東南部，由聖埃斯皮里圖州負責管轄，始建於1964年4月22日，面積973平方公里，海拔高度110米，2010年人口27,309，人口密度每平方公里28.06人。